# Дулова Вес
Дулова Вес або Дулова Весь (словац. Dulova Ves) — село в Словаччині, Пряшівському окрузі Пряшівського краю. Розташоване в центральній частині східної Словаччини, у Кошицькій улоговині в долині потока Делня.
Уперше згадується у 1417 році.
У селі є римо-католицький костел з 1819 року.

## Населення
| Рік:            | 1994. | 2004.    | 2014.    | 2024.     |
| --------------- | ----- | -------- | -------- | --------- |
| Кількість осіб: | 532   | 612      | 870      | 1870      |
| Різниця:        |       | +15,03 % | +42,15 % | +114,94 % |

| Рік:            | 2023. | 2024.   |
| --------------- | ----- | ------- |
| Кількість осіб: | 1833  | 1870    |
| Різниця:        |       | +2,01 % |

У селі проживає 960 осіб.

## Географія
Протікає річка Делня.